# Stien Baas-Kaiser
Pour les articles homonymes, voir Baas et Kaiser.
Christina Baas-Kaiser, surnommée Stien Baas-Kaiser, née le 20 mai 1938 à Delft (Hollande-Méridionale) et morte le 23 juin 2022, est une patineuse de vitesse néerlandaise notamment quatre fois médaillée olympique.

## Biographie
Stien Baas-Kaiser commence le patinage de vitesse en 1963, à l'âge de 24 ans, et surprend par ses bons résultats. Jugée trop âgée, elle n'est pas sélectionnée pour les Jeux olympiques d'hiver de 1964. Elle reçoit des excuses quand elle bat largement une athlète sélectionnée pour les Jeux aux championnats nationaux. Après le bronze en 1965 et 1966, elle est la première Néerlandaise à être médaillée d'or aux championnats du monde toutes épreuves en 1967, et elle les remporte à nouveau l'année suivante. Aux Jeux de 1968 à Grenoble (France), elle est médaillée de bronze sur 1 500 et 3 000 mètres. Elle est ensuite quatre fois deuxième des championnats du monde de 1969 à 1972. Baas-Kaiser est championne olympique du 3 000 mètres et médaillée d'argent sur 1 500 mètres en 1972 à Sapporo au Japon.

## Records personnels
| Distance     | Temps        | Année |
| ------------ | ------------ | ----- |
| 500 mètres   | 44 s 81      | 1972  |
| 1 000 mètres | 1 min 29 s   | 1971  |
| 1 500 mètres | 2 min 15 s 8 | 1971  |
| 3 000 mètres | 4 min 46 s 5 | 1971  |